# Primera B 2018 (Cile)
La Primera B 2018, conosciuta anche con il nome Campeonato Loto 2018 per ragioni di sponsor, è stata la 67ª edizione della seconda serie calcistica del campionato cileno, organizzata dalla federazione cilena. Al campionato partecipano 16 squadre, che si affrontano in un girone all'italiana con andata e ritorno. Il campionato è iniziato il 2 febbraio 2018, concludendosi il 1º dicembre dello stesso anno. La classifica finale determina le squadre classificate promosse alla categoria superiore.

## Squadre partecipanti
- Barnechea
- Cobreloa
- Cobresal
- Coquimbo Unido
- Dep. Copiapó
- Dep. La Serena
- Dep. Melipilla
- Dep. Puerto Montt
- Dep. Valdivia
- Magallanes
- Ñublense
- Rangers de Talca
- San Marcos de Arica
- Santiago Morning
- Santiago Wanderers
- Unión San Felipe

## Classifica
|  | Pos. | Squadra             | Pt | G  | V  | N  | P  | GF | GS | DR  |
|  | ---- | ------------------- | -- | -- | -- | -- | -- | -- | -- | --- |
|  | 1.   | Coquimbo Unido      | 57 | 30 | 17 | 6  | 7  | 47 | 31 | +16 |
|  | 2.   | Cobreloa            | 52 | 30 | 15 | 7  | 8  | 43 | 31 | +12 |
|  | 3.   | Cobresal            | 51 | 30 | 15 | 6  | 9  | 44 | 30 | +14 |
|  | 4.   | Dep. Valdivia       | 47 | 30 | 13 | 8  | 9  | 45 | 37 | +8  |
|  | 5.   | Santiago Wanderers  | 46 | 30 | 14 | 4  | 12 | 41 | 43 | −2  |
|  | 6.   | Santiago Morning    | 45 | 30 | 13 | 6  | 11 | 34 | 36 | −2  |
|  | 7.   | Unión San Felipe    | 42 | 30 | 12 | 6  | 12 | 32 | 28 | +4  |
|  | 8.   | Rangers de Talca    | 40 | 30 | 11 | 7  | 12 | 33 | 34 | −1  |
|  | 9.   | Barnechea           | 39 | 30 | 10 | 9  | 11 | 38 | 38 | 0   |
|  | 10.  | Dep. Melipilla      | 39 | 30 | 10 | 9  | 11 | 39 | 41 | −2  |
|  | 11.  | Dep. Puerto Montt   | 35 | 30 | 10 | 5  | 15 | 31 | 33 | −2  |
|  | 12.  | Dep. La Serena      | 35 | 30 | 8  | 11 | 11 | 37 | 41 | −4  |
|  | 13.  | Magallanes          | 34 | 30 | 8  | 10 | 12 | 37 | 41 | −4  |
|  | 14.  | Dep. Copiapó        | 34 | 30 | 9  | 7  | 14 | 36 | 44 | −8  |
|  | 15.  | Ñublense            | 33 | 30 | 8  | 9  | 13 | 27 | 35 | −8  |
|  | 15.  | San Marcos de Arica | 32 | 30 | 8  | 8  | 14 | 28 | 49 | −21 |

      Promossi in Primera División 2019.
  Ammesse ai play-off.
      Retrocessa in Segunda División 2019.

### Play-Off

#### Quarti di finale
| Squadra 1          | Totale | Squadra 2     | Andata | Ritorno |
| ------------------ | ------ | ------------- | ------ | ------- |
| Santiago Morning   | 3 - 4  | Cobresal      | 1 - 4  | 2 - 0   |
| Santiago Wanderers | 6 - 1  | Dep. Valdivia | 2 - 1  | 4 - 0   |

#### Semifinale
| Squadra 1          | Totale | Squadra 2 | Andata | Ritorno |
| ------------------ | ------ | --------- | ------ | ------- |
| Santiago Wanderers | 3 - 4  | Cobresal  | 2 - 0  | 1 - 4   |

#### Finale
| Squadra 1 | Totale | Squadra 2 | Andata | Ritorno |
| --------- | ------ | --------- | ------ | ------- |
| Cobresal  | 4 - 3  | Cobreloa  | 2 - 1  | 2 - 2   |